# Karmiel
Karmiel (héberül כַּרְמִיאֵל) város Izrael északi részén.

## Népessége
A település népességének változása:

| 2016 | 45 300 |

## Földrajza
Éghajlata száraz, mérsékelt, nagymértékben különbözik a többi tengerparti várostól (a nyári hónapok hűvösebbek és a tél sem olyan hideg). A város 205 m-rel a tengerszint felett fekszik a Beit Hakerem völgyben, ami kétfelé osztja Felső- és Alsó-Galileát. Körben festői dombok övezik.

## Története

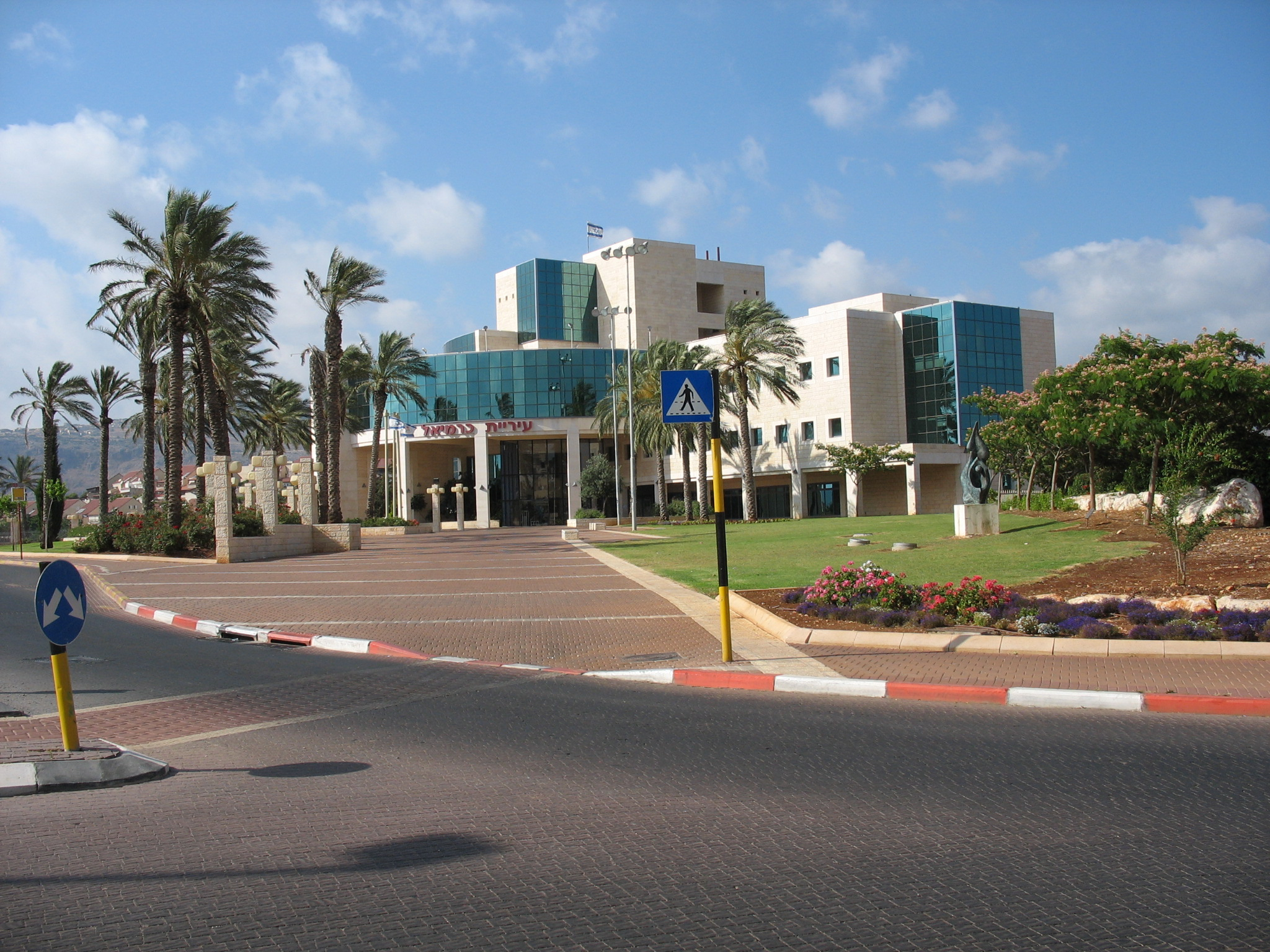
A Városháza

1964-ben alapították. A város az Északi kerület útjainak kereszteződésében fekszik. Karmiel Galilea kereskedelmi, kulturális és ipari központja. Galilea szívének is nevezik, illetve az „együttélés” városának is.
Az 1990-es évek elején a Szovjetunió szétbomlásakor az utódállamok emigránsainak zömét Karmiel fogadta be. A karmieliek igyekeznek a szomszédos arab településekkel (Dir-Al-Assad, Majd-Al-Krum, Báane és Rama) is jó viszonyban lenni. Érdekesség, hogy a város lakói 74 nyelven beszélnek, és 80 országból érkeztek. A város 24 négyzetkilométeres területen fekszik. Jelenleg 44 000 lakosa van, de a városfejlesztési terveknek megfelelően lehetséges a 120 000 fős létszám elérése is.
Karmiel kezdettől fogva a legkorszerűbb építési technológiák alkalmazásával épült. A városra jellemző, hogy minden egyes része egyedi. Minden kerületben vannak parkok és középületek. A város híres a zöldövezetek bőségéről és a tisztaságáról. A lakóterületek el vannak különítve az ipari övezetektől, így megőrződik az egészséges környezet, annak ellenére, hogy a város büszke magasan fejlett iparágaira a fém- és fafeldolgozástól kezdve a műanyag- és számítástechnikai iparig.

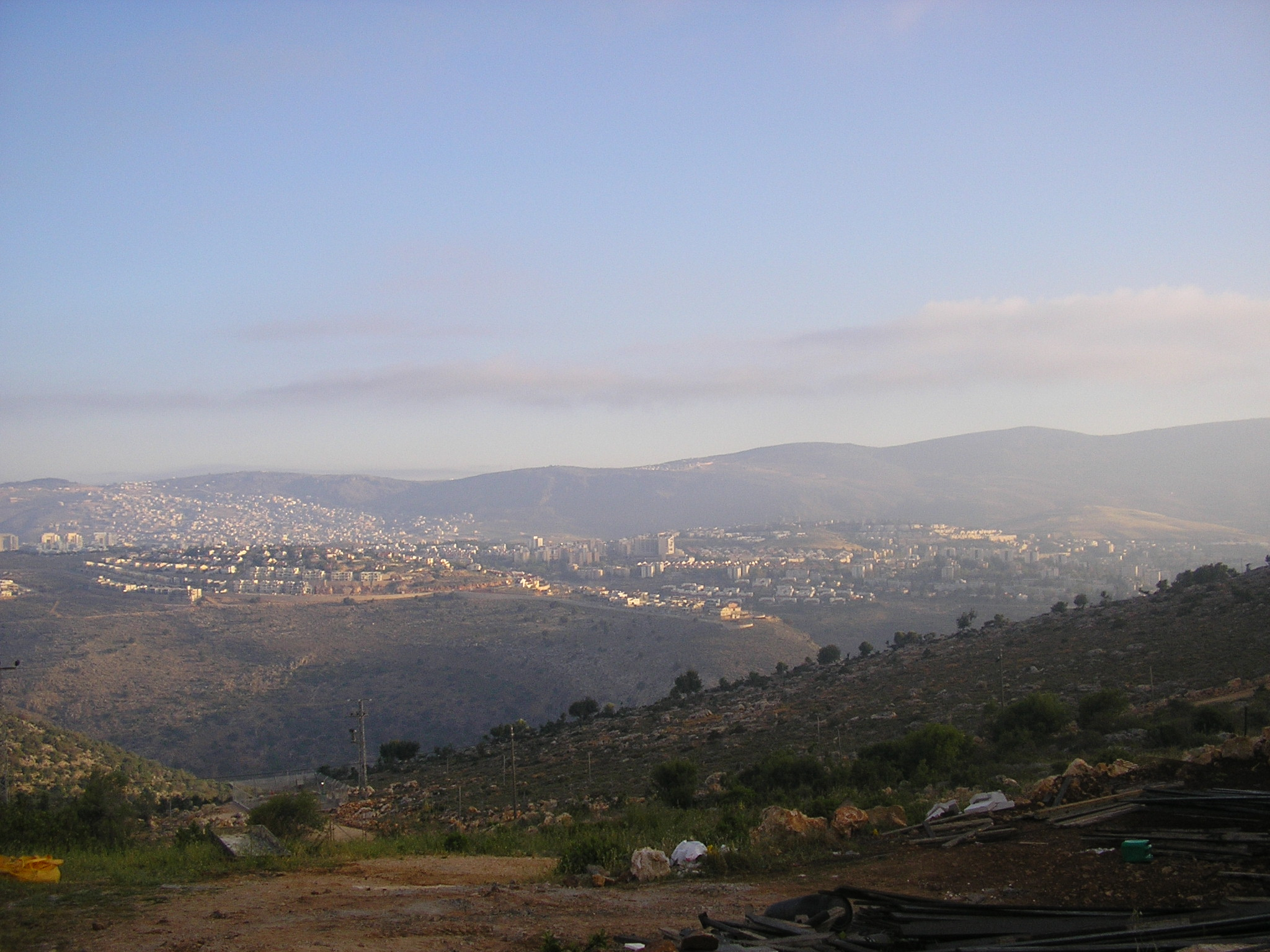
Karmiel látképe

## Testvérvárosai
- Denver, Egyesült Államok
- Kisvárda, Magyarország
- Pittsburgh, Egyesült Államok
- Hamar, Norvégia